# Pilispina pilitibia
Pilispina pilitibia är en tvåvingeart som beskrevs av Albuquerque 1954. Pilispina pilitibia ingår i släktet Pilispina och familjen husflugor. Inga underarter finns listade i Catalogue of Life.